# Planneralm
Koordinaten: 47° 24′ 13″ N, 14° 11′ 58″ O

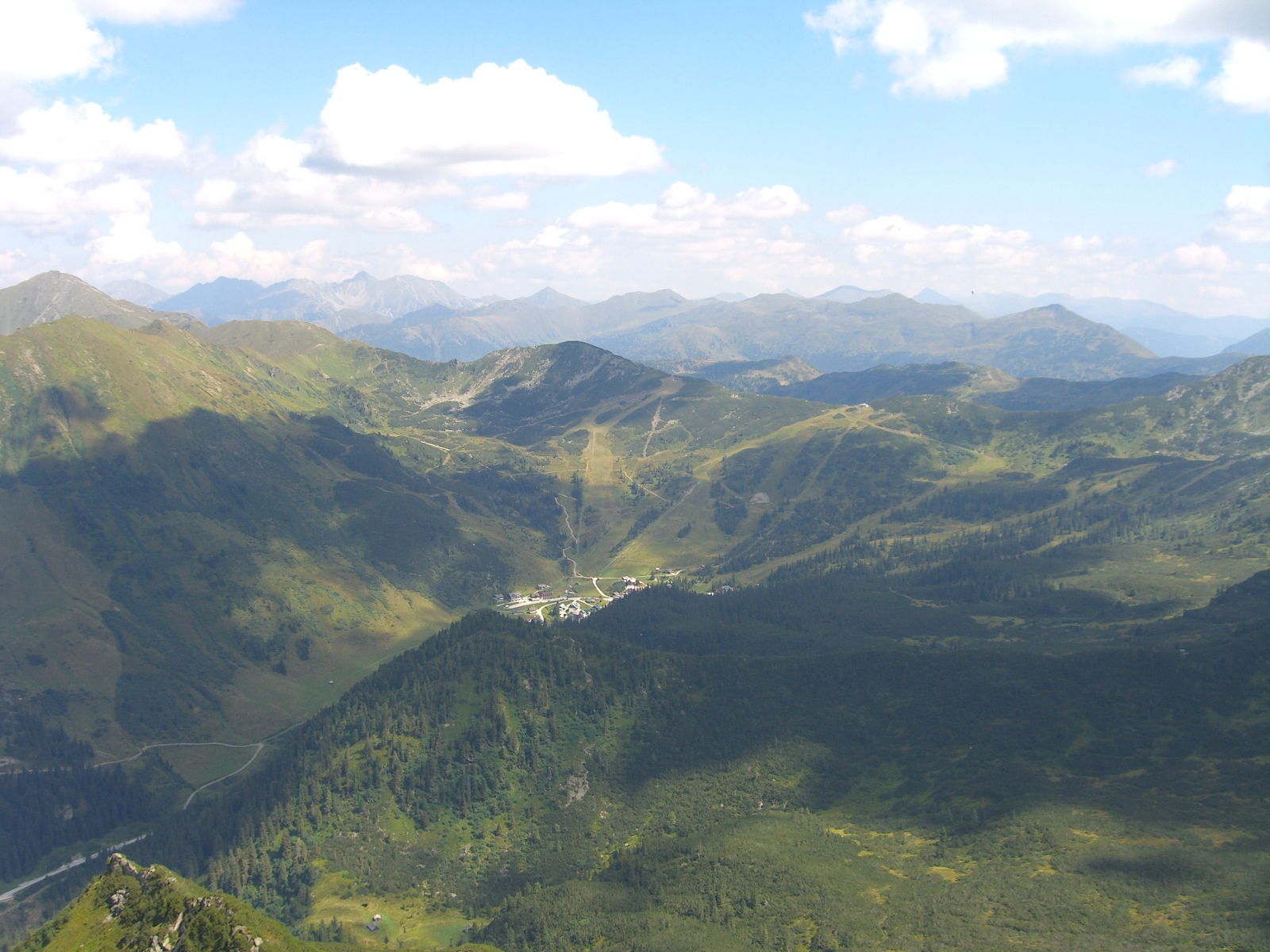
Der Planneralmkessel von Westen

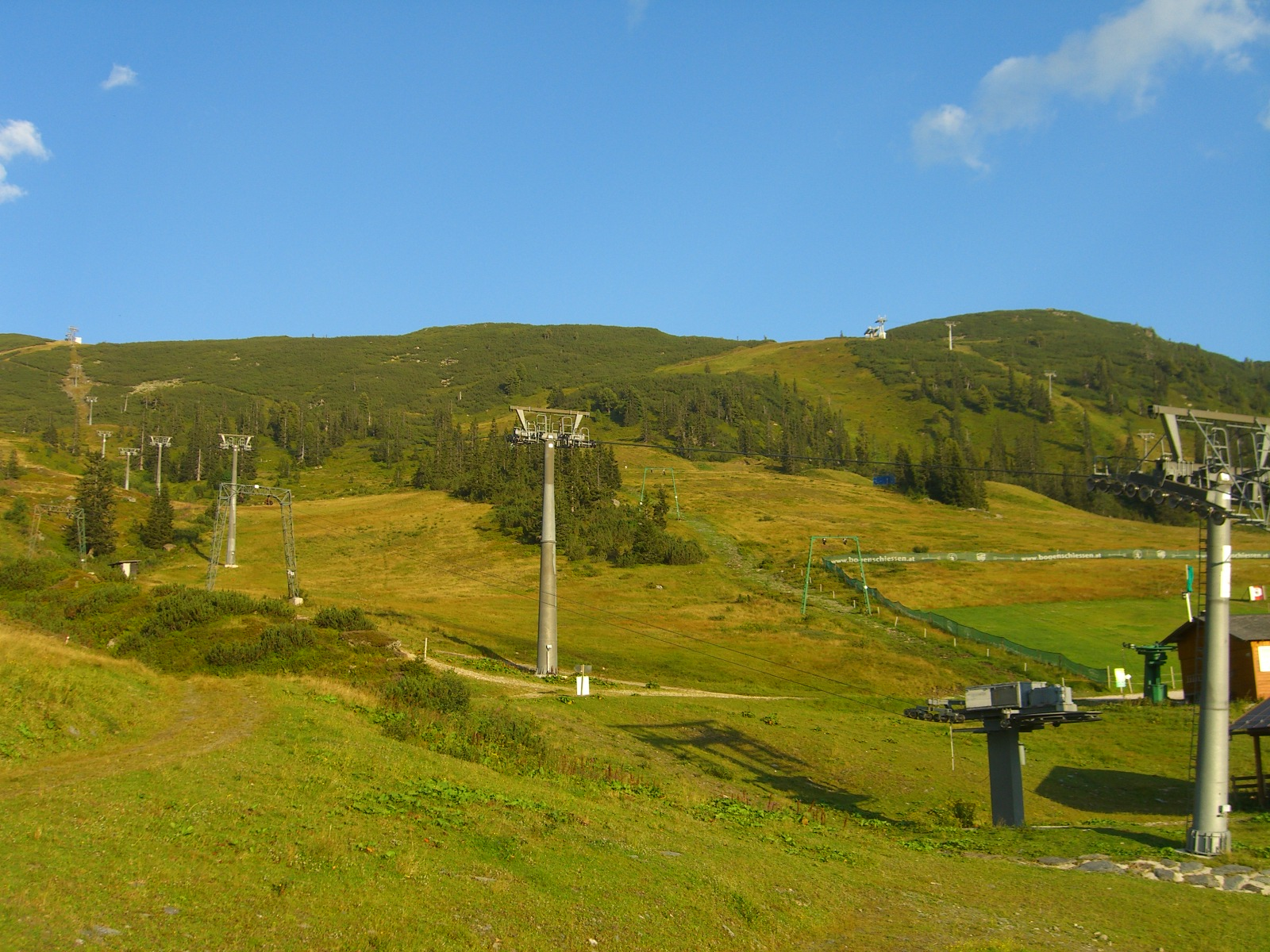
Planneralm im Sommer

Die Planneralm ist ein österreichisches Skigebiet in den Rottenmanner und Wölzer Tauern in  der Steiermark. Das Skigebiet liegt zwischen 1600 m und knapp 2000 m und ist damit eines der höchstgelegenen in der Steiermark. Die Planneralm gehört zur Gemeinde Irdning-Donnersbachtal.

## Geschichte
Der erste Skibetrieb auf der Planneralm geht auf das Jahr 1908 zurück. In diesem Jahr wurde die Plannerhütte von der Alpinen Gesellschaft Die Reichensteiner errichtet. Bis zum Jahre 2012 gehört die Hütte der Sektion Reichenstein des Österreichischen Alpenvereins. Der erste Skilift wurde 1954 erbaut, der zweite 1966. Der Anschluss an das öffentliche Stromnetz geschah ebenfalls 1966. Eine ausgebaute Straße auf die Planneralm existiert seit 1963, im selben Jahr begann der Busverkehr. Die Planneralm Alpenstraße wurde im Jahr 2000 rundum saniert und ausgebaut.
Im Jahr 1990 wurde der Planneralm das steirische Pistengütesiegel verliehen.
Im Februar 2005 wurde die Planneralm durch einen Lawinenabgang für mehrere Tage von der Außenwelt abgeschnitten. Die Stromleitungen und -masten zur Planneralm waren auf knapp einem Kilometer Länge komplett zerstört. Hubschrauber des Österreichischen Bundesheeres mussten eingesetzt werden, um die Planneralm zu versorgen.  Unter anderem wurden fünf Notstromaggregate zu je zwei Tonnen von Hubschraubern auf die Planneralm transportiert, um die Stromversorgung wiederherzustellen.  Ca. 250 Kinder von Schulskikursen sowie Grippekranke und Abreisewillige wurden auf dem Luftweg evakuiert.

## Wintersport
Die Planneralm verfügt über Abfahrten mit einer Gesamtlänge von 11 km, davon sind 2 km schwer, 4 km mittelschwer und 5 km leicht. Die Pisten können aufgrund der Höhen- und der günstigen Wetterlage ohne künstliche Beschneiung mit Naturschnee präpariert werden.
Liftanlagen auf der Planneralm:
- Plannereckbahn: Sessellift, fix geklemmt mit Förderbandeinstieg, erbaut: 2000, Länge: 1100 m, Höhenunterschied: 330 m, Förderkapazität: 1600 Personen/h.
- Kleiner Rotbühellift: Schlepplift mit Kurzbügel, erbaut: 1968, Länge: 476 m, Höhenunterschied: 115 m, Förderkapazität: 950 Personen/h.
- Rotbühelbahn (Planner-Jet): Sessellift, kuppelbar, erbaut: 2000, Länge: 922,94 m, Höhenunterschied: 288,30 m, Förderkapazität: 1802 Personen/h.
- Gläserbodenlift: Schlepplift mit Langbügel, erbaut: 1972, Länge: 1300 m, Höhenunterschied: 400 m, Förderkapazität: 1200 Personen/h.
- Übungslift: Seillift. erbaut: 1989, Länge 80 m, Höhenunterschied: 20 m, Förderkapazität: 360 Personen/h.
- Zauberteppich: Förderband, erbaut 2006, Länge: 24 m, Höhenunterschied: 5 m, Förderkapazität: 130 Personen/h.[6]
- Zauberteppich: Förderband, erbaut 2011, Länge: 15 m.

Auf der Planneralm existiert weiterhin eine 4 km lange Langlaufloipe.

## Sommer
Im Sommer wird auf der Planneralm neben Wanderungen und Gastronomie auch 3D-Bogenschießen auf einer Bogensport-Anlage und einem Bogenparcours mit über 30 3D-Zielen, darunter einem lebensgroßen Mammut, angeboten. In Latschenbrennerei, die im Jahre 2012 neu errichtet wurde, wird aus den Ästen der Latschenkiefer Latschenkiefernöl gewonnen. Ein beliebtes Wanderziel ist der 40 Minuten von der Plannerhütte entfernte Plannersee auf etwa 1785 m. Außerdem ist der Planneralm-Kessel von einer Reihe leicht ersteigbarer Berge umrahmt, unter ihnen die Schoberspitze 2126 m, die Karlspitze 2097 m und die Plannerseekarspitze 2072 m. Eine Besteigung der Vorderen Gstemmerspitze 2136 m und der Mittleren Gstemmerspitze 2104 m ist hingegen anspruchsvoller.
Über die Planneralm führen weiters zwei Österreichische Weitwanderwege, der Zentralalpenweg 02 sowie der Salzsteigweg 09.

## Geologie
Das Gebiet der Planneralm ist wie der Großteil der Wölzer Tauern aus Glimmerschiefern aufgebaut. Im Gebiet der Planneralm bilden diese Glimmerschiefer einen eigenen Typus aus, den Plannertypus. Im Gegensatz zu den anderen Glimmerschiefern der Wölzer Tauern ist dieser feinkörnige Glimmerschiefer durch einen niedrigeren Grad der Metamorphose gekennzeichnet. In diesen Glimmerschiefern befinden sich stellenweise mehrere Zentimeter große Granate. Außerdem werden diese Schiefer immer wieder von Karbonatlagen durchzogen, bei denen sich grüne Schiefer und auch Hornblende-Garbenschiefer befinden.